# J. B. Pritzker
Jay Robert “J. B.” Pritzker (Palo Alto, Kalifornia, 1965. január 19. –) amerikai üzletember, politikus, filantróp és jogász, 2019 óta Illinois 43. kormányzója.

## Életpályája
Kaliforniában született, a gazdag Pritzker-család tagja, akik a Hyatt hotelek tulajdonosai. Alapszakos diplomáját a Duke Egyetemen, míg jogi diplomáját az Northwestern Egyetemen szerezte. Üzletemberként több céget is alapított, illetve befektető is. A Pritzker Group Private Capital alapítása után lett kifejezetten sikeres, milliárdos.
Fiatalkora óta a Demokrata Párt támogatója és tagja, 1998-ban elindult Illinois egyik képviselői mandátumáért, de a demokrata előválasztást se tudta megnyerni. Első politikai kinevezése az Illinois-i Emberjogi Bizottság elnökeként volt. A 2008-as elnökválasztás közben a Hillary Clinton-kampány nemzeti igazgatója volt, míg delegált volt a 2008-as és 2016-os Demokrata Nemzeti Gyűléseken is. A 2008-as választáson végül Barack Obamát támogatta.
2017-ban elindult a 2018-as illinois-i kormányzóválasztáson, összességében 171,5 millió dollárt költött saját vagyonából, nem fogadott el adományokat. Novemberben meg is nyerte a választást, legyőzve a hivatalban lévő republikánus Bruce Raunert. 2022-ben könnyen újraválasztották.

## Politikája
Kormányzóként támogatja az egészségügyhez való hozzáférés kiterjesztését, a vidéki területek fejlesztését, az abortuszhoz való jogot, és az oktatásba való befektetést.